# Diogo Pinto
Diogo Costa Pinto (Tomar, 29 giugno 1999) è un calciatore portoghese, centrocampista dell'Olimpia Lubiana.

## Carriera

### Club
Cresciuto nei settori giovanili di Sporting Lisbona e Benfica, il 13 gennaio 2020 viene acquistato dall'Ascoli, con cui firma un biennale. Il 17 luglio segna la prima rete tra i professionisti, in occasione della partita di Serie B vinta per 1-2 contro il Cittadella; il 5 ottobre seguente si trasferisce a titolo temporaneo al Potenza. Il 27 gennaio 2021, dopo aver collezionato soltanto due presenze con il club lucano, fa rientro all'Ascoli, che lo cede, sempre in prestito, alla Vilafranquense.
Il 7 luglio passa all'Estrela Amadora, con cui si lega fino al 2023; dopo un'ottima stagione a livello individuale, con 14 reti in trentaquattro presenze complessive, il 26 giugno 2022 viene acquistato dal Casa Pia, con cui firma un biennale.
Il 18 agosto 2023 viene acquistato dall'Olimpia Lubiana, club della prima divisione slovena.

### Nazionale
Ha giocato nella nazionale portoghese Under-20.

## Statistiche

### Presenze e reti nei club
Statistiche aggiornate al 19 dicembre 2022.
| Stagione            | Squadra         | Campionato      | Campionato | Campionato | Coppe nazionali | Coppe nazionali | Coppe nazionali | Coppe continentali | Coppe continentali | Coppe continentali | Altre coppe | Altre coppe | Altre coppe | Totale | Totale |
| Stagione            | Squadra         | Comp            | Pres       | Reti       | Comp            | Pres            | Reti            | Comp               | Pres               | Reti               | Comp        | Pres        | Reti        | Pres   | Reti   |
| ------------------- | --------------- | --------------- | ---------- | ---------- | --------------- | --------------- | --------------- | ------------------ | ------------------ | ------------------ | ----------- | ----------- | ----------- | ------ | ------ |
| 2019-gen. 2020      | Benfica B       | SL              | 4          | 0          | -               | -               | -               | -                  | -                  | -                  | -           | -           | -           | 4      | 0      |
| gen.-lug. 2020      | Ascoli          | B               | 8          | 1          | CI              | -               | -               | -                  | -                  | -                  | -           | -           | -           | 8      | 1      |
| set.-ott. 2020      | Ascoli          | B               | 0          | 0          | CI              | 1               | 0               | -                  | -                  | -                  | -           | -           | -           | 1      | 0      |
| Totale Ascoli       | Totale Ascoli   | Totale Ascoli   | 8          | 1          |                 | 1               | 0               |                    | -                  | -                  |             | -           | -           | 9      | 1      |
| ott. 2020-gen. 2021 | Potenza         | C               | 2          | 0          | CI              | -               | -               | -                  | -                  | -                  | -           | -           | -           | 2      | 0      |
| gen.-giu. 2021      | Vilafranquense  | SL              | 10         | 1          | CP              | -               | -               | -                  | -                  | -                  | -           | -           | -           | 10     | 1      |
| 2021-2022           | Estrela Amadora | SL              | 29         | 13         | CP+CdL          | 3+2             | 1+0             | -                  | -                  | -                  | -           | -           | -           | 34     | 14     |
| 2022-2023           | Casa Pia        | PL              | 5          | 0          | CP+CdL          | 1+3             | 0               | -                  | -                  | -                  | -           | -           | -           | 9      | 0      |
| Totale carriera     | Totale carriera | Totale carriera | 58         | 15         |                 | 10              | 1               |                    | -                  | -                  |             | -           | -           | 68     | 16     |

## Palmarès

### Club

#### Competizioni nazionali
- Campionato sloveno: 1

Olimpia Lubiana: 2024-2025